# Neville Melland
Frederic Neville Shinwell Melland (Egyesült Királyság, Manchester, 1904. április 3. – Egyesült Királyság, Swansea, 1990. december) Európa-bajnoki bronzérmes brit jégkorongozó, olimpikon.
Az 1928. évi téli olimpiai játékok részt vett a jégkorongtornán, a brit válogatottban. 3 mérkőzésen játszott és nem ütött gólt. Összesítésben a 4. helyen végeztek. Ez az olimpia Európa-bajnokságnak is számított, így Európa-bajnoki bronzérmesek lettek.
Három jégkorong-világbajnokságon játszott. Az 1930-as jégkorong-világbajnokságon a 10. helyen, az 1931-es jégkorong-világbajnokságon a 8. helyen, míg az 1934-es jégkorong-világbajnokságon szintén a 8. helyen végeztek.